# Теодулф
Теодулф (на латински: Theodulfus Aurelianensis, Theodulf, на френски: Théodulf d'Orléans, * ок. 750/760, † 821 в Льо Ман или Анже) е западно-готски учен и поет, съветник на Карл Велики, епископ на Орлеан (798 – 813) и абат на Фльорийския манастир.

## Биография
Роден е в Испания. През 798 г. Теодулф е заедно с Лайдрад от Лион missus dominicus, съдебен заместник на краля в Южна Франция. Той посещава там Септимания и служи най-вече в Нарбона.
Независимо от Алкуин около 800 г. Теодулф нарежда своя ревизия на латинския текст на библията Вулгата на Йероним. Тези текстове са запазени шест Codices. От него са запазени около 80 стихотворения.
През 800 г. Теодулф посреща Карл Велики в Орлеан и го придружава до Рим, където защитава папа Лъв III против неговите римски обвинители и участва в коронацията на Карл.
Когато Карл Велики умира през 814 г., Теодулф е между свидетелите на неговото завещание. Той е в началото в добри отношения със сина и наследника на Карл Лудвиг Благочестиви. Малко след коронизацията на Лудвиг той попада в немилост. През 817 г. Теодулф е обвинен в знание за заговора на племенника на Лудвиг Бернхард от Италия, през 818 г. е осъден на събор в Аахен и му вземат службите. Той живее последните си три години в затвор и изгнание.
По време на затвора му в Анже той пише литургическия важен химн Gloria, laus et honor, който се пее на Цветница. Теодулф пеел този химн на прозореца на своята затворническа килия. Лудвиг го чул през 821 г. и помилвал и отново поставил на епископската му служба.